# Mert Günok
Fehmi Mert Günok (Karabük, 1 maart 1989) is een Turks voetballer die als doelman speelt bij Beşiktaş.

## Clubcarrière
Günok begon met voetballen bij Kocaelispor. Eén jaar later trok hij naar Fenerbahçe SK. In 2009 werd hij bij het eerste elftal gehaald. Tijdens het seizoen 2010/11 was hij derde doelman achter Volkan Demirel en Volkan Babacan. Nadat Babacan zeven doelpunten slikte in twee voorbereidingswedstrijden, kreeg Mert zijn kans tegen KRC Genk. Fenerbahçe  won de oefenwedstrijd met 3–0 en Günok behaalde een clean sheet. Daarop werd hij tot tweede doelman gepromoveerd. Hij debuteerde op 15 augustus 2010 in de Süper Lig tegen Antalyaspor. Hij viel kort na rust in voor de geblesseerde Demirel en incasseerde opnieuw geen tegendoelpunten. De twee daaropvolgende wedstrijden mocht hij in het basiselftal beginnen: tegen Trabzonspor kreeg hij drie doelpunten tegen en tegen Manisaspor twee. Tijdens het seizoen 2011/12 speelde hij twee competitiewedstrijden en vier wedstrijden in het Turkse bekertoernooi. In het seizoen 2012/13 keepte hij twee wedstrijden in de UEFA Champions League, één in de beker en drie in de competitie. In de UEFA Europa League 2012/13 speelde Günok in het duel tegen Borussia Mönchengladbach op 6 december 2012, die met 0–3 werd verloren. Na zes seizoenen als reservedoelman bij Fenerbahçe maakte Günok in juli 2015 transfervrij de overstap naar Bursaspor, waarvoor hij op 15 augustus 2015 tegen Trabzonspor zijn competitiedebuut maakte (1–0 verlies). In de zomer van 2017 tekende Günok voor Istanbul Başakşehir. In zijn eerste seizoen was hij voornamelijk bankzitter achter eerste doelman Volkan Babacan. Nadien kon hij zich wel opwerken als basisspeler.

## Interlandcarrière
Günok debuteerde op 24 mei 2013 in het Turks voetbalelftal in Salzburg in een vriendschappelijke interland tegen Georgië. Hij kwam na 62 minuten in het veld voor Cenk Gönen. Acht minuten voor tijd incasseerde hij een tegendoelpunt van David Targamadze. De wedstrijd eindigde in een 1–3 overwinning de Turken. Vijf dagen later keepte Günok de volledige wedstrijd in een oefeninterland tegen Bulgarije. Hij behaalde een clean sheet en zag zijn team winnen met 2–0 dankzij doelpunten van Ömer Toprak en Burak Yılmaz. Günok speelde in maart 2015 zijn eerste volledige interland sinds 2012 in en tegen Luxemburg (1–2 overwinning). Hij speelde quasi alle wedstrijden in de kwalificatie voor het Europees kampioenschap voetbal 2020. Günok werd dan ook opgenomen in de Turkse selectie voor het EK 2020.